# Kodokan Sint Anthonis
Kodokan is een judovereniging in het Nederlandse dorp Sint Anthonis. Deze vereniging is voor zowel jeugd als oudere liefhebbers van judo.
Bij Kodokan wordt ook Jiujitsu beoefend. De dojo bevindt zich in MFA Oelbroeck (de "Activiahal") in Sint Anthonis.
Een keer per jaar organiseert de vereniging clubkampioenschappen waaraan al haar leden kunnen deelnemen. 